# Bijela gora
Bijela Gora (črnogorska cirilica Бијела Гора) je zakrasela visoka planota, visoka med 1200 in 1500 m, na severni strani  Orjena v Črni gori. Najvišji vrh je Velika Jastrebica s 1862 m. Planota obsega 90 km2 površine. Planoto obkrožajo do 350 m višji in zelo strmi grebeni Pazue, Reovačke grede in Jastrebice. Na severu se planota spusti v Grahovo in Dragaljsko kraško polje.

## Geomorfologija
Zaradi ledenega pokrova v zadnji ledeni dobi ima ta sledi glaciokrasa. Med zadnjo ledeno dobo se je na planoti razvil ledenik, ki jo pokril približno 50 km2 površine. Na severu in vzhodu so se razvili štirje ledeniški jeziki, ki so se združili v dve ledeniški čeli in pri tem dosegli današnje Grahovo in Dragalj. Ledeniške morene je leta 1924 kot prvi opisal Jovan Cviljić. Zaradi več obdobij poledenitev je na planoti nastalo več čelnih moren, največja je nastala v srednjem pleistocenu (480.000 let). Ledeni pokrov je bil visok do 400 metrov, led se je tako končal na 1.900 mnm. Pojavilo se je zlivanje ledeniških mas, čigar posledice lahko danes opazujemo na Jastrebici in na Orjenskem sedlu. Osrednja planota, ki je nižja od robov, je tudi ledeniškega nastanka.

## Flora in favna
Glavni naravni viri planote so nenaseljeni pašniki in prostrani gozdovi bukve in jelke. Na Bijeli Gori najdemo tudi endemične dinarske apnenčaste gozdove jelke z redkimi endemičnimi rastlinami, kot je bosanski bor. Favna Bijele Gore vključuje rjave medvede, za katere je to na Orjenu edini preostali habitat, volkove, jelene, merjasce in majhno populacijo gamsov. Poleti je moč opaziti planinskega orla
Bijelo Goro naseljujejo črnogorska plemena katunskih klanov. Lokalne ljudske pesmi opevajo gozdove jelk. Območje se turistično razvija v okviru evropsko financiranega programa.